# Langenæsbo
56°8′38″N 10°10′49″Ø / 56.14389°N 10.18028°Ø
Langenæsbo er det sidste og bagerste af tre højhuse på Augustenborggade på Langenæs i Aarhus. 
Langenæsbo er tegnet af arkitekterne J.K. Schmidt og Kaj Schmidt og opført af Foreningen til Fremskaffelse af Boliger for Ældre og Enlige, der også stod bag Langenæshus. Højhuset blev indviet i 1965 og tager udgangspunkt i de samme tegninger som de to første blokke. Langenæsbo adskiller sig dog på mindre punkter. Det har f.eks. kun 12 et-værelses lejligheder – placeret på 1-4. sal – og har en samlet boligmasse på 96 lejligheder.
Huset deler administration og visse faciliteter med Langenæshus, men kører ellers som en selvstændig ejendom med egen bestyrelse.

## Plejehjemmet Langenæsbo
Plejehjemmet Langenæsbo ligger i tilknytning til højhuset Langenæsbo. Det var oprindeligt et selvejende plejehjem, men blev i 1998 overtaget af Aarhus Kommune. Kommunen overtog plejehjemmet uden vederlag, men pådrog sig dog forpligtelserne for de lån, der på daværende tidspunkt var optaget i ejendommen.
Plejehjemmet er i dag en del af lokalcentret Sundheds- og Kulturcenter Frederiksbjerg og Langenæs i Ankersgade 21.
Kommunen påbegyndte en større ombygning af plejehjemmet i september 2004. Efter en længerevarende ombygning åbnede plejehjemmet i efteråret 2006 med nyt personale og nye beboere. Ombygningen af plejehjemmet overskred budgettet med knap 4 mio kr, fordi der bl.a. blev konstateret en del asbest, gulvene var ude af niveau, kælderen var i ringere stand end forventet og fordi der viste sig et behov for supplerende brandsikring.
Plejehjemmet har i dag 31 plejeboliger.
I tilknytning til huset findes Plejehjemmet Langenæsbo.